# Lobaunia
Lobaunia là một chi ốc nước ngọt nhỏ sống ở suối, động vật thân mềm chân bụng sống trong môi trường nước ngọt trong họ Hydrobiidae.

## Các loài
Chi Lobaunia có các loài sau:
- Lobaunia danubialis